# Lilibert
Lilibert, de nom real Elisabeth Bertram (nascuda el 30 de novembre de 1923 a Luxemburg i morta el 3 d'octubre de 2024) fou una lletrista germanoluxemburguesa.

## Biografia
Elisabeth Merkels va ser una de les fundadores de RTL Radio; va acollir Die Stunde mit Elisabeth des del 28 de juliol de 1957 fins a l'abril de 1960. El 1959 es va casar amb el productor musical Hans Bertram. Després, va començar a escriure lletres de cançons sota el pseudònim de Lilibert. El 1959 va aconseguir el seu primer èxit amb l'adaptació en alemany de la cançó Marina de Rocco Granata. Fins a la dècada de 1980, va escriure cançons per a molts artistes schlager: Chris Roberts, Roy Black, Fischer-Chöre, Will Brandes, Bernd Spier, Karel Gott, Anita Hegerland...